# 3 (노래)
"3"은 미국 틴 팝의 전설 브리트니 스피어스의 싱글로, 두 번째 히트 컴필레이션 음반 The Singles Collection에 수록 되어있으며 2009년 9월 9일 자이브 레코드의 레이블에 의하여 발매되었다.브리트니는 스웨덴에서 투어를 진행하는동안 맥스 마틴과 쉘백의 작업으로 만들어졌다."3"은 업템포의 일렉트로팝의 곡이고 춤에 중심을 두고있다.또한 "3"은 대부분 긍정적인 평가를 받았다.
이 노래는 또한 미국과 캐내다에서는 1위를 차지하였으며 호주, 핀란드, 노르웨이, 스웨덴, 영국등 세계 여러 나라에서 상위 10%안에 들었다. 미국에서는 빌보드 핫 100차트에서 1위를 하여 데뷔 이후 세 번째로 1위를 한 곡이되었다.또한 "3"의 뮤직비디오는 다이앤 마텔 감독에 의하여 제작되었으며 브리트니와 다르게 댄서들은 블랙 의상과 블랙 배경이 특징이다.

## 배경
브리트니는 The Circus Starring Britney Spears 투어중 2009년 7월 스웨덴의 스톡홀름에 있는 마라톤 스튜디오에서 작곡가이자 프로듀서인 맥스 마틴과 함께 작업을 시작하였다. 이 둘은 이전부터 같이 작업하여 "...Baby One More Time", "Oops!...I Did It Again", "Stronger" and "If U Seek Amy" 와 같은 히트곡들을 만들어냈다.브리트니는 마라톤 스튜디오에서 맥스 마틴, 쉘백과 함께 녹음을 진행하였으며 이 노래는 나중에 버지니아에 있는 믹스타 스튜디오스에서 편곡되었다.드디어 작업을 마친 뒤 "3"은 The Singles Collection의 리드 싱글로서 2009년 9월 29일 라디오 방송국으로 처음 공개되었다.

## 뮤직 비디오
"3"의 뮤직비디오는 캘리포니아주 로스앤젤레스에서 2009년 10월 5일, 6일에 걸쳐 다이앤 마텔 감독에 의하여 촬영되었으며 톤&리치가 안무를 맡았다. 패션 스타일은 GK 리드에서 맡았으며 브리트니도 디자인을 맡아 함께 일하였다. 2009년 10월 15일 비디오의 이미지를 발표하였다.이 후 공식 웹사이트에서 이미지 및 비디오의 미리보기와 함께 카운트다운을 시작하였고 2009년 10월 30일 공식 사이트에서 정식으로 공개되었다. 이 때 다이엔 마텔은 뮤직 비디오에 관해 설명하기도 하였다.

## 트랙 리스트

### 디지털 다운로드
1. "3" – 3:33

### CD 싱글
1. "3" – 3:33
2. "3" (Instrumental) – 3:33

### 인터내셔널 디지털 EP
1. "3" – 3:33
2. "3" (The Knocks Extended Remix) – 5:47
3. "3" (DiscoTech Remix Club Edit) – 4:23
4. "3" (TONAL Club Remix) – 5:04
5. "3" (Trypsin Club Mix) – 7:45

## 차트 기록

### 차트
| 차트(2009)              | 최고 기록 |
| ----------------------- | --------- |
| 브라질 핫 100 방송      | 26        |
| 체코 방송 차트          | 10        |
| 캐나디안 핫 100         | 1         |
| 네덜란드 싱글 차트      | 57        |
| 프랑스 디지털 싱글 차트 | 10        |
| 독일 싱글 차트          | 18        |
| 아일랜드 싱글 차트      | 7         |
| 슬로바키아 방송 차트    | 23        |
| 스페인 싱글 차트        | 38        |
| 스위스 싱글 차트        | 8         |
| 미국 빌보드 핫 100      | 1         |
| 미국 빌보드 팝 송       | 2         |

### 음반 판매량 인증
| 국가           | 음반 판매량 인증 |
| -------------- | ---------------- |
| 오스트레일리아 | Platinum         |
| 캐나다         | 2× Platinum      |
| 뉴질랜드       | Gold             |

| 빌보드 핫 100 1위 싱글             |                         |                                    |
| 이전                               | 2009년 10월 18일 - 24일 | 다음                               |
| "Down"의 제이 션 featuring 릴 웨인 | 2009년 10월 18일 - 24일 | "Down"의 제이 션 featuring 릴 웨인 |
|                                    |                         |                                    |
|                                    |                         |                                    |

| 캐나디안 핫 100 1위 싱글             |                  |                                               |
| 이전                                 | 2009년 10월 24일 | 다음                                          |
| "I Gotta Feeling"의 블랙 아이드 피스 | 2009년 10월 24일 | "Sexy Bitch"의 데이비드 게타 featuring 에이콘 |
|                                      |                  |                                               |
|                                      |                  |                                               |

## 발매일
| 국가           | 정보             | 포맷            |
| -------------- | ---------------- | --------------- |
| 세계           | 2009년 9월 29일  | 라디오          |
| 세계           | 2009년 10월 2일  | 디지털 다운로드 |
| 미국           | 2009년 10월 6일  | 디지털 다운로드 |
| 오스트레일리아 | 2009년 10월 23일 | 디지털 다운로드 |
| 오스트레일리아 | 2009년 11월 2일  | CD 싱글         |
| 영국           | 2009년 11월 8일  | 디지털 다운로드 |
| 영국           | 2009년 11월 9일  | CD 싱글         |
| 독일           | 2009년 11월 13일 | CD 싱글         |